# Emin Fındıkoğlu

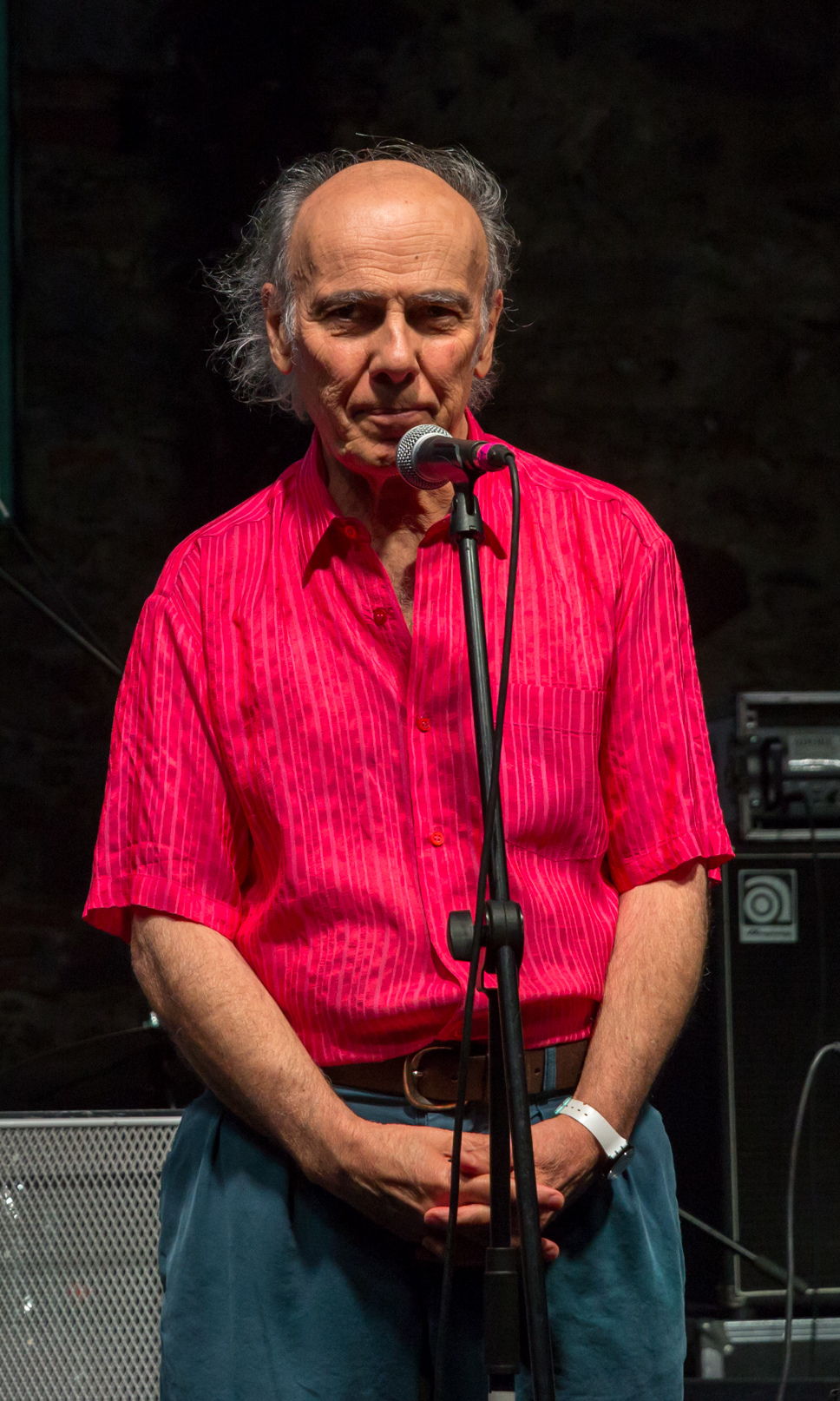
Emin Fındıkoğlu (2015)

Emin Fındıkoğlu  (* 4. Februar 1940 in Istanbul) ist ein türkischer Jazzmusiker (Piano, Synthesizer, Komposition).

## Leben und Wirken
Fındıkoğlu lernte zunächst im Orchester des Saint-Joseph-Gymnasiums Mellophon zu spielen. Dann studierte er am Konservatorium Trompete und vertiefte seine Kenntnisse über Jazz beim Jazzkritiker Cüneyt Sermet. 1956 erlebte er das İsmet Sıral Sextett, dann das Orchester von Dizzy Gillespie. Er begann Arrangements zu schreiben. 1959 gab er das Trompetespiel auf und erhielt Unterricht bei Arif Mardin. Nach dem Ableisten des Militärdienstes studierte er zwischen 1962 und 1966 in Boston am Berklee College of Music Komposition und Arrangement, bei Herb Pomeroy, Ray Santisi, John LaPorta, Bill Maloof und James Progris. Für die Berklee-LP A Tribute to Duke Ellington steuerte er zwei Arrangements von Stücken von Mercer Ellington bei.
Zurück in Istanbul trat Fındıkoğlu 1967 als Pianist im Quartett von Lennart Jansson auf, bevor er 1968 die Big Soul Band gründete, in der er mit Sänger Erkut Taçkın und mit Onno Tunç arbeitete. Dann gründete er den Jazzclub The Rhythm Section. In den frühen 1970er Jahren tourte er mit verschiedenen Bands in ganz Europa. Dann war er der musikalische Leiter der Istanbuler Aufführung von Hair (1971), später des Stücks Brecht-Cabaret (1979), einer Collage von Brecht-Liedern mit Musik von Kurt Weill und Hanns Eisler.
In den 1980er Jahren gründete Fındıkoğlu, der vier Jahre lang in Skandinavien und Westeuropa gearbeitet hatte, zusammen mit Tuna Ötenel mehrere Ensembles. Gemeinsam mit Mustafa Kemal Ağaoğlu initiierte er 1985 das Bılsak Jazz Festival in Istanbul. Er komponierte für die Bands Euphony (1986) und Détente (1999), in denen führende Bläser der türkischen Jazzszene mitwirkten. Seine Stücke wurden auch von Armen Donelian aufgenommen. Im Jahr 1996 veröffentlichte er unter eigenem Namen das Album Sinir Standard and Other Dog Songs... beim Label Muzikotek. 2012 nahm er mit seinem EF Septet am Nisville Jazz Festival (Serbien) teil. Ein weiteres Album entstand 2020 mit Emin Fındıkoğlu + 12 Concision.
Fındıkoğlu unterrichtete über zehn Jahre lang Harmonielehre und Songwriting am Musikzentrum der İstanbul Teknik Üniversitesi; dort gründete er auch das Jazz-Ensemble Stringsville. 2015 wurde er auf dem Istanbul International Jazz Festival für seine Verdienste mit einem Lifetime Achievement Award geehrt.